# Hilemorfismo
Hilemorfismo ou hilomorfismo, em filosofia, é a teoria elaborada por Aristóteles e desenvolvida na filosofia escolástica, segundo a qual todos os seres corpóreos são compostos por matéria e forma. Tem grande impacto na antropologia filosófica. A palavra é um termo do século XIX formado a partir das palavras gregas ὕλη ( hyle : "madeira, matéria") e μορφή ( morphē : "forma").
O hilemorfismo é a doutrina que Aristóteles concebeu para opor-se, simultaneamente, ao idealismo platônico (na sua doutrina das Ideias) e ao materialismo adotado por filósofos pré-socráticos (entre os quais figuram de modo proeminente Demócrito e Leucipo, fundadores do Atomismo, Empédocles e Anaxágoras. 
Primeiramente, é importante não confundir "forma" com "formato". Forma seria mais como uma essência do ser, e que sem ela, o ser deixaria de ser o que é. A forma é o que faz possível a diferenciação entre uma árvore e uma mesa (podem ser feitos da mesma matéria, porém, são coisas distintas). Portanto, a forma é o ser em ato. Já a matéria é aquilo que tem a potência de se tornar em ato.
Matéria = Potência
Forma = Ato.
Essa ideia pode também ser aplicada em coisas não físicas, como linguagem; por exemplo: o meio que eu uso para passar uma ideia, é um tipo de matéria (verbal, escrita etc.). O que dá forma a essa matéria (palavra), é o que conhecemos como semântica. Mesmo que seja a mesma matéria (mesma palavra), a forma pode ser diferente (pode significar coisas diferentes).

## Descrição
Aristóteles de Estágira (384-322 a.C.) deixou uma vasta obra e exerceu uma influência incomparável até o século XVII. Sua doutrina do hilemorfismo defendia que todas as coisas consistem de matéria (hilé) e forma (morphé). Por "matéria", entende-se um substrato (matéria-prima) que só existe potencialmente; sua existência em ato pressupõe também uma forma. A mudança das coisas é explicada por quatro tipos de causas: o fator material, a forma, a causa eficiente e a causa final (ou propósito). Por exemplo, uma mesa: sua forma é sua figura geométrica, sua matéria é a madeira, sua causa eficiente foi a ação de um carpinteiro, e sua causa final é servir para refeições. Outro exemplo, tirado da biologia aristotélica: a reprodução de uma espécie animal. A matéria seria fornecida pela mãe, a forma seria a característica definidora da espécie (no caso do homem, um bípede racional), a causa eficiente seria fornecida pelo pai, e a causa final seria o adulto perfeito para o qual cresce a criança.
Na natureza, a causa final não consistiria de uma finalidade consciente, mas seria uma finalidade imanente, que pode ser impedida de acontecer devido à ação de outros fatores. A física aristotélica rejeitava a "quantificação das qualidades" empreendida pelos atomistas e por Platão. Partiu de dois pares de qualidades opostas: quente/frio, seco/úmido. Os corpos simples que compõem todas as substâncias são feitos de opostos: terra = frio e seco; água = frio e úmido; ar = quente e úmido; fogo = quente e seco. Os elementos tenderiam a se ordenar em torno do centro do mundo, cada qual em seu "lugar natural". Se um elemento é removido de seu lugar natural, seu "movimento natural" é retornar de maneira retilínea: terra e água tendem a descer, ar e fogo tendem a subir. A conclusão seria que todos os seres são formados por matéria e forma.
Matéria e forma, no entanto, não são corpos ou entidades físicas que podem existir ou agir independentemente: elas existem e agem apenas dentro e pelo composto. Assim, elas podem ser conhecidas apenas indiretamente, por análise intelectual , como os princípios metafísicos dos corpos. 